# Papelucho casi huérfano
Papelucho casi huérfano es una novela corta de la escritora chilena Marcela Paz. Es la segunda entrega de la serie literaria infantil creada por la autora que tiene como protagonista a Papelucho, un ingenioso niño chileno.
Fue publicada por primera vez en 1951 por la Editorial del Pacífico, en Santiago.

## Argumento
Tras el primer libro, el diario de Papelucho es arrojado a la basura por su compañero de clases. Un hombre lo encuentra y publica, buscando al niño para regalarle un cuaderno. Desea que escriba otro diario, pero a Papelucho no le interesa. El desconocido ofrece pagarle y Papelucho acepta, pensando en comprar muchas cosas con aquel dinero.
Los padres de Papelucho pasan por apuros económicos, pero el niño no se preocupa porque tiene una visión diferente de la pobreza (hambre, frío, harapos, etc.) por lo que no comprende el problema a cabalidad. Poco después muere el tío Tristán, pariente de la madre de Papelucho, un hombre al que todos consideran muy adinerado y que les podría dejar una herencia. Poco después, el hermano mayor de Papelucho, Javier, cae enfermo. Al principio, 
Papelucho cree que exagera y que lo hace para pedir regalos, pero inmediatamente comprende que puede ser algo más grave. Nadie le presta atención, incluso cuando se mete en problemas por golpear al gringo Ripley, un vecino de su edad que quería venderle un chicle. Poco después de ese incidente, sus padres le comunican que irán con Javier a Estados Unidos pero que Papelucho no podrá acompañarlos, sino que tendrá que quedarse en Chile con la tía Rosarito en su fundo. Para desgracia de Papelucho, la tía Rosarito es una anciana que gusta de acostarse teprano y contar historias una y otra vez. Sin embargo, al niño le gusta su casa porque es grande y nadie lo vigila. Además, los trabajadores de su tía simpatizan con él y a veces lo acompañan en sus aventuras.
En su sentimiento de abandono, Papelucho se considera huérfano y se hace amigo de un perro de tres patas al que llama Napoleón. Le enseña a dar la despertarlo, comen juntos y juegan con otros perros. Papelucho le da vitaminas para que le crezca la pata que le falta e incluso promete a Dios no comer dulces si le vuelve a crecer. Pronto una profesora del pueblo comienza a darle clases, lo que al principio le desagrada hasta que conoce a su maestra. 
Papelucho trata de pedir a los gitanos que se lo lleven, puesto que se siente solo e incomprendido. Sin embargo, los gitanos no desean secuestrarlo como el quiere. Leen su fortuna y predicen que será famoso por ser muy rico. Finalmente lo envían a su casa, conscientes del prejuicio de las personas en contra de ellos ya que no quieren meterse en problemas.
Finalmente, las travesuras de Papelucho son demasiado para la tía Rosarito, que decide enviarlo con el cura del pueblo para que se comporte mejor. Él simpatiza con Papelucho y es paciente con él porque comprende que pretende ayudar, pese a que los resultados no sean los que espera. Papelucho piensa en ser sacerdote, pero al mismo tiempo decide que no le gusta aquella vida del todo. Decide que tiene que viajar a Estados Unidos con su familia y se hace amigo de Buquillo, el mecánico asistente del club de aviación. Quiere pedir a un piloto, el capitán Parada, que lo lleve en su avión. 
Al fin, días antes de navidad, recibe la noticia de que su familia volverá de Estados Unidos. Papelucho viaja de vuelta a Santiago y decide que dará el dinero que le paguen por su diario al sacerdote. Y es feliz porque si su madre no se hubiera ido, no podría volver.

## Personajes
- Papelucho
- Padres de Papelucho
- Javier
- Tía Rosarito
- Srta. Mafalda
- Cura del pueblo
- Napoleón (perro cojo)

## Adaptaciones
Fue adaptada libremente al teatro por la compañía Teatro del Canto, y estrenada por primera vez en el Teatro Municipal de Las Condes en noviembre de 2022, bajo el nombre de “Papelucho Casi Caaasi huérfano”. La misma obra ha sido también interpretada en el Teatro Regional del Maule y en el Teatro UC de la Pontificia Universidad Católica de Chile.